# Vicariato apostólico de Puyo
El vicariato apostólico de Puyo (en latín: Vicariatus Apostolicus Puyoënsis) es una circunscripción eclesiástica de la Iglesia católica en Ecuador. Se trata de un vicariato apostólico latino, inmediatamente sujeto a la Santa Sede. Desde el 28 de noviembre de 1998 su vicario apostólico es el obispo Rafael Cob García.

## Territorio y organización
El vicariato apostólico tiene 30 000 km² y extiende su jurisdicción sobre los fieles católicos de rito latino residentes en la mayor parte de la provincia de Pastaza, excepto las parroquias de Santa Clara, Arajuno y Curaray.
La sede del vicariato apostólico se encuentra en la ciudad de Puyo, en donde se halla la Catedral de Nuestra Señora del Rosario. 
En 2022 en el vicariato apostólico existían 20 parroquias agrupadas en 6 zonas pastorales numeradas del 1 al 6.

## Historia
El área fue misionada en el siglo XVII por jesuitas y dominicos. Al erigirse la diócesis de Maynas en 1802 el territorio quedó bajo su jurisdicción.
La prefectura apostólica de Canelos y Macas fue erigida el 4 de octubre de 1886, obteniendo el territorio del vicariato apostólico de Napo.
El 19 de febrero de 1930, mediante el breve Quo fidei del papa Pío XI, asumió el nombre de prefectura apostólica de Canelos por la cesión del territorio de Macas al vicariato apostólico de Méndez y Gualaquiza (hoy vicariato apostólico de Méndez).
El 29 de septiembre de 1964 la prefectura apostólica fue elevada a vicariato apostólico mediante la bula Apostolica praefectura del papa Pablo VI.
El 18 de mayo de 1976 asumió su denominación actual mediante el decreto Cum Excellentissimus de la Congregación de Propaganda Fide.

## Estadísticas
Según el Anuario Pontificio 2023 el vicariato apostólico tenía a fines de 2022 un total de 64 700 fieles bautizados.
| Año                                                                             | Población            | Población | Población      | Sacerdotes | Sacerdotes    | Sacerdotes    | Bautizados por sacerdote | Diáconos permanentes | Religiosos | Religiosos | Parroquias |
| Año                                                                             | Bautizados católicos | Total     | % de católicos | Total      | Clero secular | Clero regular | Bautizados por sacerdote | Diáconos permanentes | Varones    | Mujeres    | Parroquias |
| ------------------------------------------------------------------------------- | -------------------- | --------- | -------------- | ---------- | ------------- | ------------- | ------------------------ | -------------------- | ---------- | ---------- | ---------- |
| 1950                                                                            | 15 000               | 22 000    | 68.2           | 5          |               | 5             | 3000                     |                      | 13         | 6          | 7          |
| 1965                                                                            | 4 000                | 8 000     | 50.0           | 10         |               | 10            | 400                      |                      |            | 14         | 6          |
| 1970                                                                            | ?                    | 18 000    | ?              | 9          |               | 9             | ?                        |                      | 21         | 15         |            |
| 1976                                                                            | 24 200               | 28 000    | 86.4           | 5          |               | 5             | 4840                     |                      | 14         | 22         | 7          |
| 1980                                                                            | 25 200               | 29 800    | 84.6           | 6          |               | 6             | 4200                     |                      | 11         | 13         | 12         |
| 1990                                                                            | 35 000               | 40 000    | 87.5           | 9          | 4             | 5             | 3888                     |                      | 11         | 35         | 14         |
| 1999                                                                            | 59 000               | 72 000    | 81.9           | 11         | 8             | 3             | 5363                     |                      | 8          | 52         | 10         |
| 2000                                                                            | 59 979               | 73 000    | 82.2           | 11         | 8             | 3             | 5452                     |                      | 8          | 56         | 11         |
| 2001                                                                            | 61 021               | 74 042    | 82.4           | 12         | 10            | 2             | 5085                     |                      | 8          | 48         | 11         |
| 2002                                                                            | 53 560               | 68 000    | 78.8           | 14         | 12            | 2             | 3825                     | 1                    | 8          | 45         | 11         |
| 2003                                                                            | 54 459               | 59 917    | 90.9           | 13         | 12            | 1             | 4189                     | 1                    | 5          | 42         | 17         |
| 2004                                                                            | 55 068               | 61 779    | 89.1           | 11         | 9             | 2             | 5006                     |                      | 6          | 52         | 17         |
| 2010                                                                            | 61 100               | 67 800    | 90.1           | 17         | 12            | 5             | 3594                     |                      | 9          | 56         | 23         |
| 2014                                                                            | 65 000               | 72 200    | 90.0           | 19         | 15            | 4             | 3421                     |                      | 8          | 56         | 20         |
| 2017                                                                            | 60 242               | 86 715    | 69.5           | 20         | 15            | 5             | 3012                     |                      | 8          | 51         | 20         |
| 2020                                                                            | 62 900               | 90 600    | 69.4           | 14         | 11            | 3             | 4492                     |                      | 7          | 59         | 20         |
| 2022                                                                            | 64 700               | 93 200    | 69.4           | 14         | 11            | 3             | 4621                     |                      | 7          | 59         | 20         |
| Fuente: Catholic-Hierarchy, que a su vez toma los datos del Anuario Pontificio. |                      |           |                |            |               |               |                          |                      |            |            |            |

## Episcopologio
- Enrique Ezequiel Vacas Galindo, O.P. † (1898-1909 renunció)
- Álvaro Valladares, O.P. † (29 de julio de 1909-17 de marzo de 1926 renunció)
- Agustín María León, O.P. † (17 de marzo de 1926-junio de 1936 renunció)
- Jacinto María D'Avila, O.P. † (16 de septiembre de 1936-1948 renunció)
- Sebastião Acosta Hurtado, O.P. † (12 de noviembre de 1948-1958 renunció)
- Alberto Zambrano Palacios, O.P. † (24 de enero de 1959-11 de diciembre de 1972 nombrado obispo de Loja)
- Tomás Ángel Romero Gross, O.P. † (5 de julio de 1973-28 de febrero de 1990 falleció)
  - Sede vacante (1990-1992)
- Frumencio Escudero Arenas (6 de octubre de 1992-25 de julio de 1998 renunció)
- Rafael Cob García, desde el 28 de noviembre de 1998